# Леопольд Цейка
Леопольд Цейка (нім. Leopold Czejka або нім. Leopold Cejka; 14 листопада 1903 — 30 квітня 1945) — австрійський футболіст, що грав на позиції захисника.

## Кар'єра
Виступав за клуби «Германія» (Швехат), «Рапід» (Відень) та «Відень». У складі «Рапіда» дебютував у першому раунді Кубка Австрії 1924-25. Триразовий чемпіон Австрії. Загалом зіграв 160 матчів в складі клубу: 124 в чемпіонаті, 20 в Кубку Австрії і 16 в Кубку Мітропи. Володар Кубка Мітропи 1930 і фіналіст Кубка Мітропи 1927.
В 1930-1931 роках зіграв два матчі в складі збірної Австрії.

## Титули і досягнення
- Чемпіон Австрії (3):

«Рапід» (Відень): 1928-1929, 1929-1930, 1934-1935
- Володар Кубка Мітропи (1):

«Рапід» (Відень):  1930
- Фіналіст Кубка Мітропи (1):

«Рапід» (Відень): 1927